# Nabiximols
Sativex är ett receptbelagt läkemedel  baserat på cannabis och innehåller fytocannabinoiderna tetrahydrocannabinol (THC) och cannabidiol (CBD). Sativex är en tilläggsbehandling utvecklad för att dämpa måttlig till svår spasticitet (muskelstelhet och muskelkramper), ett av de vanligaste symtomen hos patienter med multipel skleros (MS). Sativex intas som munspray och ordineras av specialistläkare inom neurologi. Sativex produceras av det brittiska läkemedelsbolaget GW Pharmaceuticals och marknadsförs i Sverige av läkemedelsföretaget Almirall.
Sativex är godkänt i Sverige av Läkemedelsverket sedan januari 2012. Sativex har som alla godkända läkemedel tagits fram genom medicinsk forskning, kliniska studier och tester samt genomgått de godkännandeprocesser som krävs enligt lag. 
Sativex är godkänt och marknadsförs i länder så som Storbritannien, Danmark, Spanien, Tyskland och Kanada.

## MS och spasticitet
MS är en kronisk sjukdom som angriper det centrala nervsystemet.  En effekt av MS är att för många nervsignaler skickas till musklerna om att dra sig samman vilket leder till spastiska kramper. Sativex dämpar denna effekt genom att minska nervaktiviteten i musklerna så att de kan slappna av efter avslutad aktivitet.
Spasticitet är ett vanligt och mycket besvärande symtom för patienter med MS. Spasticitet förekommer oftast i en helt eller delvis förlamad muskel som är spänd och samtidigt överaktiv med muskelsammandragningar. Mellan 60 och 90 procent av patienter med MS påverkas av spasticitet.  I Sverige lider ca 17 000 människor av MS. 
Spasticitet orsakas av de skador på centrala nervsystemet som sker vid insjuknande i MS. MS skadar särskilt nervernas skyddande skikt kallat myelin, som ser till att nervimpulser sänds fritt till musklerna. En myelinskada innebär att nerverna skickar för många signaler till musklerna att dra ihop sig. Samtidigt når inte de signaler fram som talar om för musklerna att slappna av efter en aktivitet. Det resulterar i en överaktivitet hos nervcellerna som orsakar oregelbundna spasmer och stelhet i musklerna. 
Spasticitet leder till minskad uthållighet, balans och rörlighet och kan resultera i oregelbunden gång och felaktig och stel hållning. I svåra fall kan patienten bli tvungen att använda rullstol. De spastiska kramperna kan även påverka patientens urinblåskontroll och leda till ökad trötthet.
Dagliga sysslor så som promenader, personlig hygien och matlagning blir därför svåra att utföra.

## Dokumenterad effekt
De två verksamma substanserna som finns i Sativex, THC och CBD, kommer från växten hampa Cannabis sativa L. 
Kliniska studier visar att sammansättningen THC och CBD i Sativex förstärker den positiva behandlingseffekten, samtidigt som den negativa effekten av THC reduceras.
Forskningsresultat visar att användning av Sativex i förskriven dos inte leder till utvecklad tolerans (ett stadigt behov av ökad dosering), abstinenssymtom vid nedtrappning av medicinering eller risk för beroende. Sativex ger inte någon ruseffekt vilket beror på den låga mängden THC i blodet samt att CBD modifierar ruseffekten hos THC.
Ett flertal studier visar att Sativex reducerar spasticitet och därmed förbättrar patientens livskvalité.  Effekten av preparatet leder till ökad rörlighet, bättre urinblåskontroll, mindre sömnbesvär och mindre behov av hjälp och stöd i vardagen.
En randomiserad placebokontrollerad studie publicerad i Neurological Research 2010 visar att behandling med Sativex reducerar spasticitet avsevärt hos patienter med framskriden MS som lider av svår spasticitet. Av testpersonerna i gruppen som blev behandlade med Sativex, upplevde 36 procent en 30-procentig minskning av sin spasticitet.

## Biverkningar och säkerhet
De vanligaste biverkningarna av Sativex är yrsel, trötthet, balansproblem, koncentrationssvårigheter och grumlig syn.
Risken för att drabbas av psykisk ohälsa vid användande av Sativex är liten. I en uppföljningsstudie med 137 MS-patienter, som tidigare uppnått kliniska fördelar med Sativex, fann man ingen psykisk påverkan. Koncentrationsstörningar och minnespåverkan registrerades i 3 procent av fallen.